# Potoci (Vareš, BiH)
Potoci su bivše samostalno naselje s područja današnje općine Vareš, Federacija BiH, BiH.

## Zemljopisni položaj
Nalazi se u udolini Pet potoka. Brdo Velež proteže se sve do te udoline. U udolini se se pet potoka ulijeva u potok Varešac koji nakon kratka toka ulijeva se u Stavnju. Na južnom kraju Veleža je uzvisina Oglavić, na kojoj su ostatci crkve sv. Ilije, od starine kultno mjesto. Oglavić je iznad doline. U toj dolini bilo je selo Potoci, danas zatrpano otpadnim kamenjem iz ovdašnjih rudnika.
Nalazilo se zapadno od Vareša, južno od Vranjkovaca, sjeverno od Papala i jugoistočno od Semizove Ponikve. U Potocima su bila tri mlina. Kote koje okružuju mjesto Potoka su 1083 m (sjever), 1045 m (jug) i 1056 m (istok, dalje istočno je Vareš). Sa zapada Potoka se potok Jasen i još četiri potoka slijevali su se, a s istočne strane smjerom sjever-jug jedan je potok zatvarao Potoke. Obilje potoka dalo je ime toponimu. Oko pola kilometra južno od bivšeg sela je jezero Nula.

## Povijest
Prva naseobina Vareša bila je u ovom selu. Selo Potoci vjerojatan su nastavak starorimskog rudarskog naselja.
Krajem svibnja 1965. godine veliko je nevrijeme zahvatilo Vareš i okolicu. Šestodnevna neprekidna kiša prouzročila je bujice, koja je napravila štete u milijardama dinara. Osobito su stradala područja Vareš Majdana, Pajtov Hana, Dabravina, Potoka, Duboštice i Borovice.
Za vrijeme socijalističke BiH ovo je naselje pripojeno naselju Vareš.
Selo je 1980-ih izbrisano s lica zemlje. Seljani i danas njeguju svoje običaje i tradiciju.

## Vanjske poveznice
- Facebook Vareš Online Selo kojega više nema - Potoci